# Lemniscomys zebra
Lemniscomys zebra är en gnagare i släktet gräsmöss som förekommer i Afrika. Den listades en tid som underart eller synonym till Lemniscomys barbarus men sedan 1997 godkänns den som art. Enligt olika undersökningar bör taxonet uppdelas i flera arter.

## Utseende
Arten blir 83 till 118 mm lång (huvud och bål), har en 110 till 137 mm lång svans, 23 till 26 mm långa bakfötter och 13 till 18 mm långa avrundade öron. Vikten varierar mellan 24 och 49 g. Pälsen har på ovansidan en gulbrun till brun grundfärg. På denna grundfärg förekommer flera ljusa till vitaktiga längsgående strimmor. Strimmorna är liksom hos Lemniscomys barbarus hela och inte delad i kortare segment. Vid buken är pälsen krämfärgad till vit. Arten har bara tre full utvecklade fingrar vid framtassarna. Svansen är bara glest täckt med hår och mörk på toppen samt ljus på undersidan. Den korta pälsen vid öronen är mera rödaktig.

## Utbredning och habitat
Denna gnagare förekommer i savannbältet söder om Sahara samt norr och öster om Kongobäckenet från Senegal i väst till Kenya och Tanzania i öst. Arten når i bergstrakter 1220 meter över havet. Förutom savanner hittas Lemniscomys zebra i trädgrupper med gräs som undervegetation samt i kulturlandskap.

## Ekologi
Individerna är främst aktiva under skymningen och gryningen. De lever på marken och vilar i bon av växtdelar som platseras på marken. Vanligen iakttas ensamma exemplar eller par. Antagligen består födan liksom hos andra gräsmöss av växtdelar. Två upphittade honor var dräktiga med 5 ungar.

## Status
Det är inga allvarliga hot för beståndet kända. IUCN listar arten som livskraftig (LC).